# Sandra Magnus
Sandra Hall Magnus (Illinois, Estados Unidos, 30 de octubre de 1964) es una ingeniera y astronauta estadounidense de la NASA. Ha estado 134 días en el espacio con el trasbordador espacial Discovery, en la misión STS-119 2009. También es una operadora de radio amateur con licencia con el distintivo de llamada KE5FYE.

## Biografía
Sandra Hall nació y creció en Belleville, Illinois. Se graduó en física e ingeniería eléctrica por la Universidad de Misuri-Rolla (actualmente conocida como Universidad de Ciencia y Tecnología de Missouri). En 1996, se doctoró en ciencia de materiales e ingeniería por el  Instituto de Tecnología de Georgia. La investigación para su disertación, An Investigation of the relationship between the thermochemistry and emission behavior of thermionic cathodes based on the BaO-Sc2O3-WO3 ternary system, fue apoyada por una beca del Glenn Research Center de la NASA.
Durante la década de 1980, trabajó en el diseño de aviones sigiloso como ingeniera para McDonnell Douglas. Trabajó en el sistema de propulsión para el A-12 Avenger II hasta que el proyecto fue cancelado por la Marina en 1991.

## Carrera en la NASA

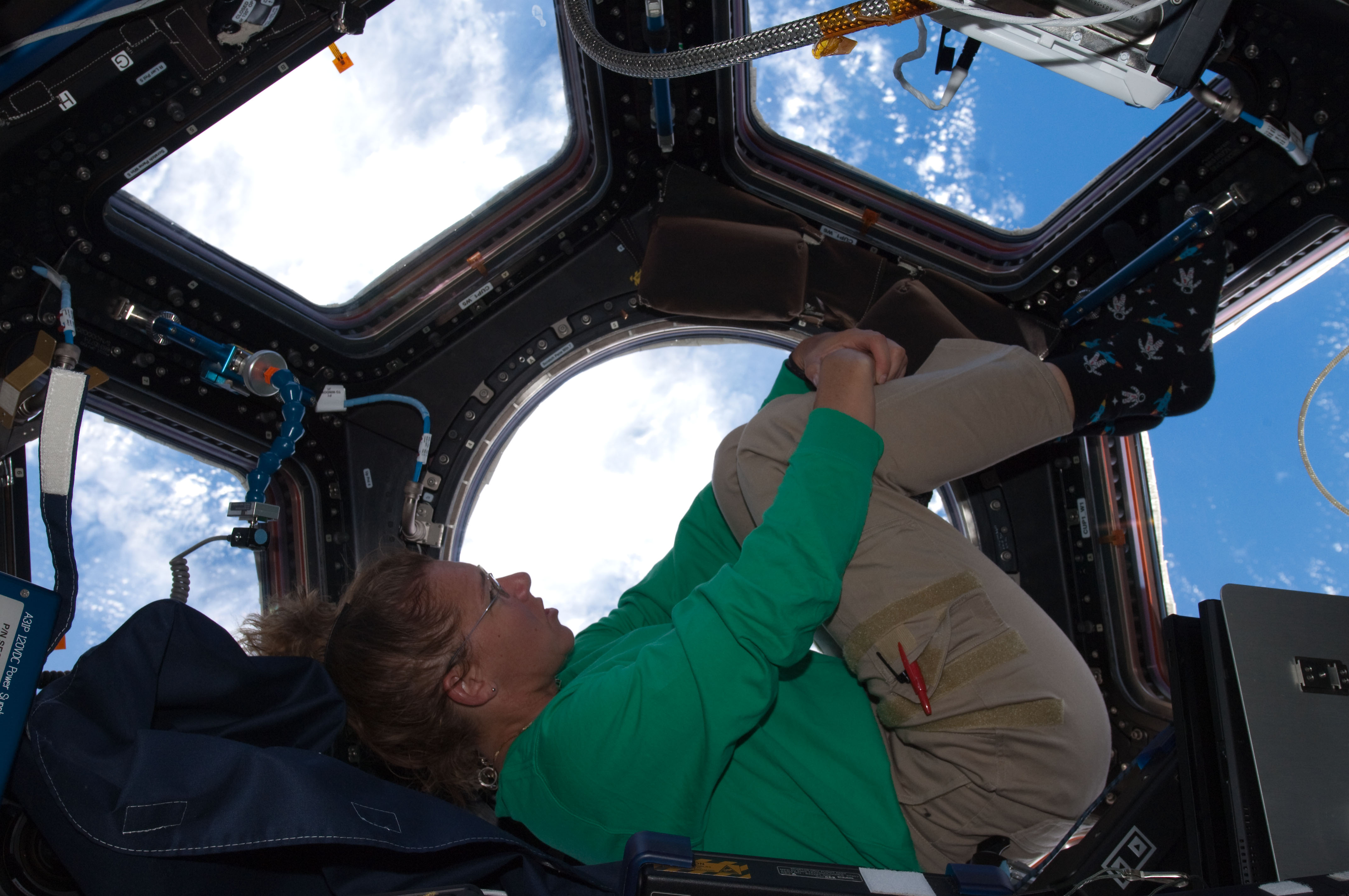
Sandra Magnus en 2011 durante la misión espacial STS-135

Fue seleccionada por la NASA en abril de 1996, y se trasladó al Centro Espacial Johnson en agosto de 1996. Completó dos años de entrenamiento y evaluación, y se calificó para la asignación de vuelo como especialista de misión. Desde enero de 1997 hasta mayo de 1998, Magnus trabajó en la rama Astronaut Office Payloads / Habitability, sus deberes consistían en trabajar con la Agencia Espacial Europea (ESA), la Agencia Nacional de Desarrollo Espacial de Japón (NASDA) y Brasil en congeladores científicos, guanteras y otras cargas útiles de instalación. En mayo de 1998, fue asignada para el "intercambio ruso", que implicó que viajara a Rusia para dar apoyo en las pruebas de hardware y desarrollo de productos operacionales.
En agosto de 2000, se desempeñó como comunicadora de cápsulas (CAPCOM) para la Estación Espacial Internacional. En agosto de 2001, fue asignada a la misión STS-112. Después de esta misión, fue asignada para trabajar con la Agencia Espacial Canadiense en la preparación del robot Special Dexterous Manipulator para su instalación en la estación espacial. También participó en actividades de regreso de vuelo, liderando el equipo de la oficina de astronautas en esta labor.
En julio de 2005, fue asignada al cuerpo de expedición de la estación y comenzó a entrenar para una futura misión de larga duración de la estación. Voló a la estación con la tripulación del STS-126, que se lanzó el 14 de noviembre y llegó a la estación el 16 de noviembre de 2008, donde se unió a la Expedición 18. Tras su misión de estación, estuvo seis meses en la sede de la NASA en Washington D.C., trabajando en la Dirección de Misión de Sistemas de Exploración.
En julio de 2011, voló como especialista de misión en la tripulación de STS 135 / ULF7, una misión de entrega de carga ISS que llevaba el módulo logístico multipropósito (MPLM), "Raffaello". En septiembre de 2012 se convirtió en subjefe de la Oficina de Astronautas. Magnus dejó la agencia en octubre de 2012, luego de ser nombrada directora ejecutivo del Instituto Americano de Aeronáutica y Astronáutica (AIAA).

### STS-112
La STS-112 Atlantis, del 7 de octubre al 18 de octubre de 2002, se lanzó y aterrizó en el  Centro espacial John F. Kennedy, Florida. La STS-112 fue una misión de ensamblaje de la Estación Espacial Internacional, durante la cual la tripulación realizó operaciones conjuntas con la Expedition 5, entregando e instalando el truss S-1 (la tercera pieza de la estructura de truss integrada ISS 11). Magnus operó el brazo robótico de la estación durante las tres caminatas espaciales necesarias para equipar y activar el nuevo componente. La tripulación también transfirió la carga entre los dos vehículos y utilizó los propulsores de la lanzadera durante dos maniobras para elevar la órbita de la estación. Esta fue la primera misión del transbordador en utilizar una cámara en el tanque externo, proporcionando una vista en vivo del lanzamiento a los controladores de vuelo y a los televidentes de la NASA. La misión se llevó a cabo en 170 órbitas alrededor de la Tierra realizadas en 10 días, 19 horas y 58 minutos.

### NEEMO 11
Del 16 al 22 de septiembre de 2006, se desempeñó como comandante de la misión NEEMO 11 de la NASA, una expedición submarina en el laboratorio Aquarius de la Administración Nacional Oceánica y Atmosférica, ubicada en la costa de Florida. Con otros compañeros astronautas incluyendo Timothy Kopra y Robert Behnken, estaban entrenando para su posible asignación a misiones a la Estación Espacial Internacional, Magnus imitó moonwalks, probó conceptos de movilidad usando varias configuraciones de trajes espaciales y pesos para simular la gravedad lunar. También se probaron las técnicas de comunicación, navegación, recuperación de muestras geológicas, construcción y uso de robots controlados a distancia en la superficie de la luna. Los miembros del equipo de apoyo del Centro Nacional de Investigación Submarina Larry Ward y Roger Garcia proporcionaron apoyo de ingeniería dentro del hábitat.

### STS-126
La STS-126 Endeavour se lanzó el 14 de noviembre de 2008 y llegó a la Estación Espacial Internacional dos días después, para iniciar la participación del Magnus en la Expedición 18 como el Ingeniera de vuelo 2 y oficial científica. El transbordador entregó todos los componentes adicionales necesarios para expandir la estación para soportar una tripulación de seis personas. Durante el curso de la Expedición 18, el Magnus y el Capitán Mike Fincke trabajaron para instalar un sistema de regeneración de agua, dos nuevos cuartos para la tripulación, un dispositivo de ejercicio de resistencia avanzado y un segundo inodoro. Además, se instalaron y activaron varios nuevos bastidores de carga útil. En general, la misión completó la actualización requerida para comenzar las operaciones de seis tripulantes en mayo de 2009. Regresó a casa en la STS-119, que entregó e instaló la matriz solar final a la estación espacial. La STS-119 aterrizó con el transbordador espacial Discovery el 28 de marzo de 2009, devolviéndola a salvo a la Tierra después de una estadía de 4 meses y medio en el espacio.

### STS-135
La STS-135 Atlantis, del 8 de julio al 21 de julio de 2011 transportó el Raffaello MPLM para entregar suministros, logística y piezas de repuesto a la estación espacial internacional. La misión también llevó un sistema para investigar el potencial de reabastecimiento de combustible de las naves espaciales existentes y devolvió un módulo de bomba de amoníaco fallido para ayudar a la NASA a comprender mejor el mecanismo de falla y mejorar los diseños de las bombas para los sistemas futuros. A Magnus se le asignó el cargo de maestra de operaciones, y fue la responsable de la transferencia de casi 4535.923 kilogramos de suministros a la estación y 2.721.554 kilogramos de equipos para el regreso. También fue la oficial principal de robótica y trabajó con el piloto Doug Hurley para instalar el Módulo de logística multipropósito (MPLM) en la estación espacial y apoyó la caminata espacial. La misión, que incluyó una caminata espacial realizada por Mike Fossum y Ron Garan de la Expedición 28, se llevó a cabo en 200 órbitas alrededor de la Tierra, realizadas en 12 días, 18 horas, 27 minutos y 56 segundos.

Emblemas de las misiones
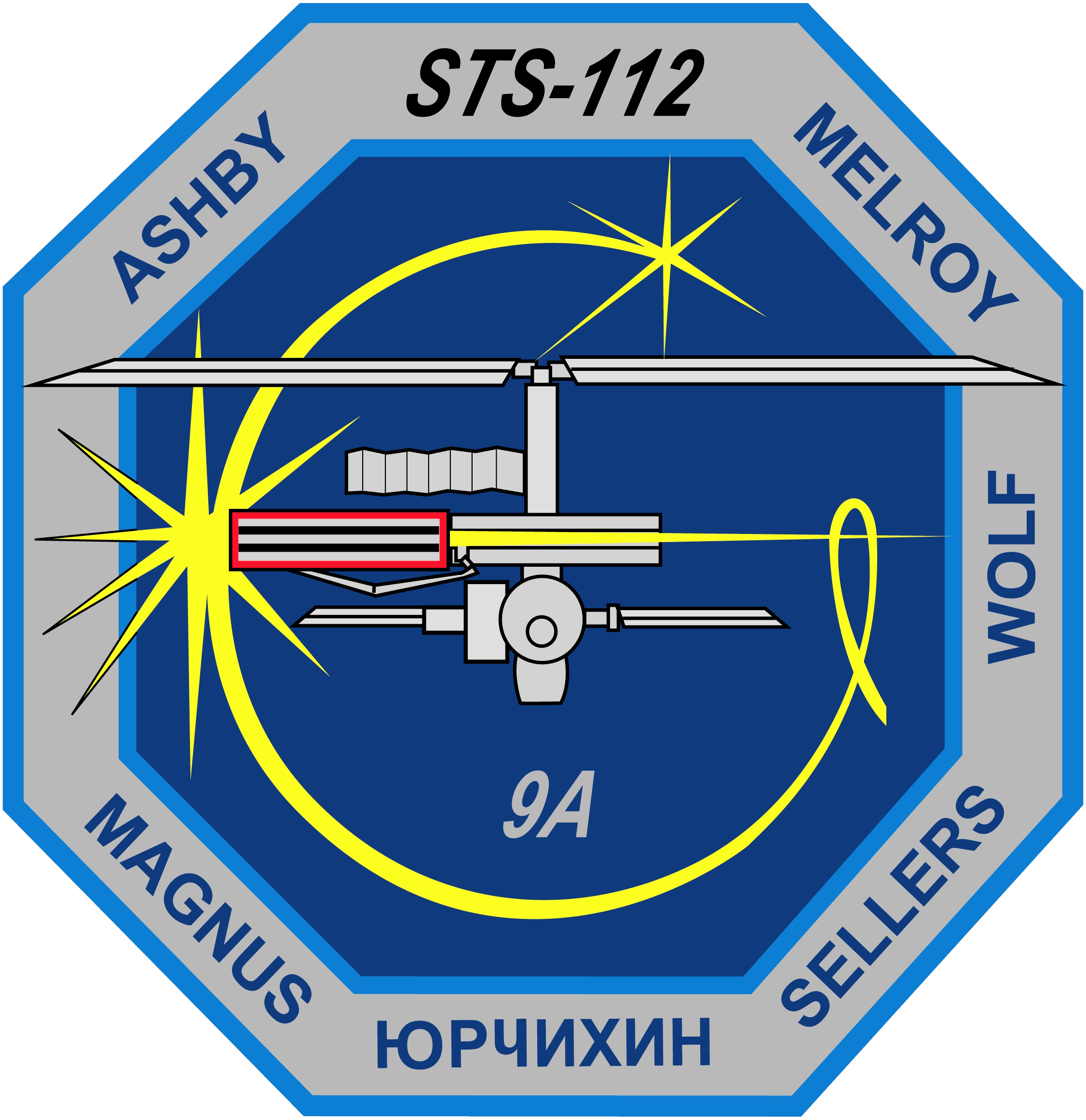
Misión STS-112
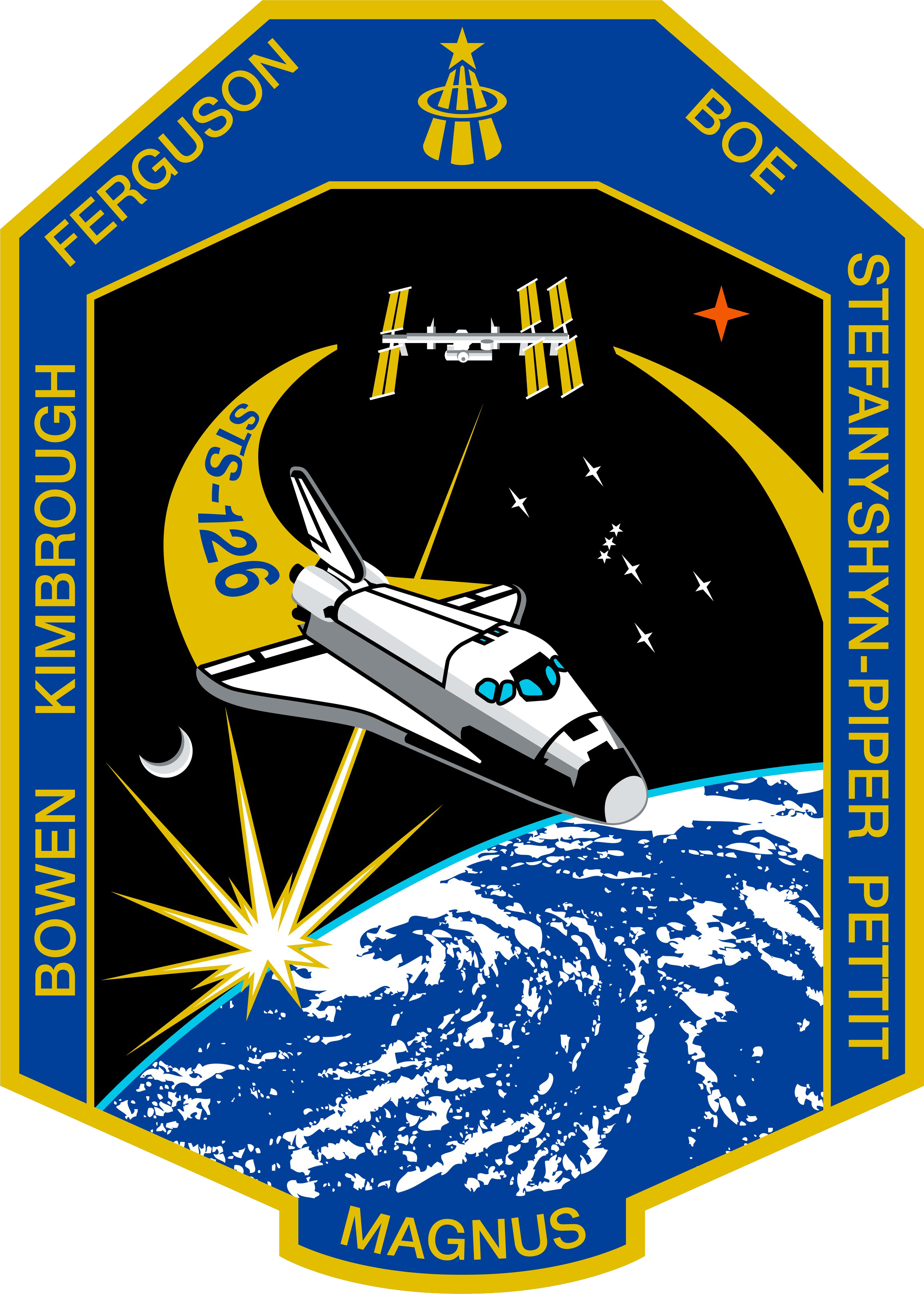
Misión STS-126
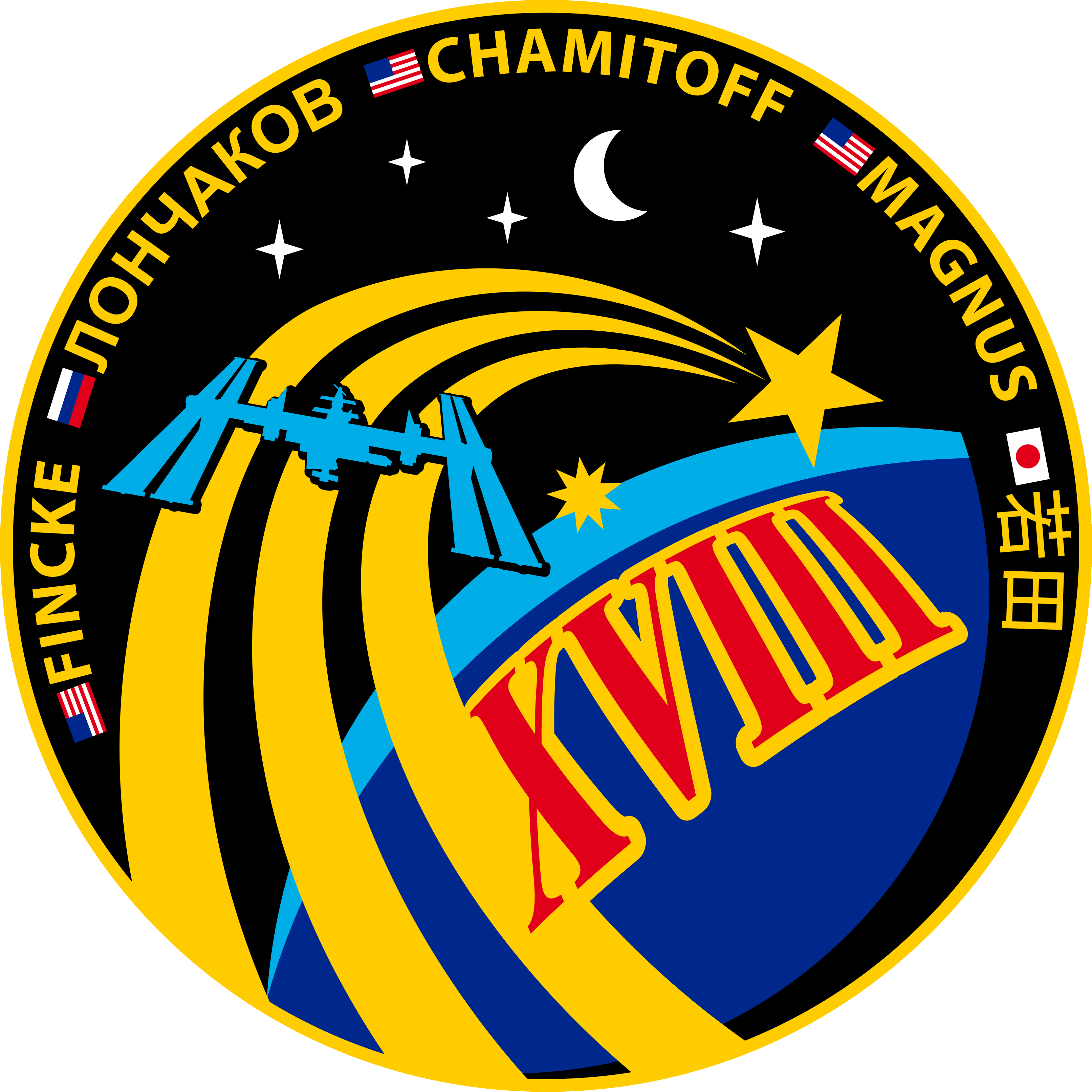
Espedición 18
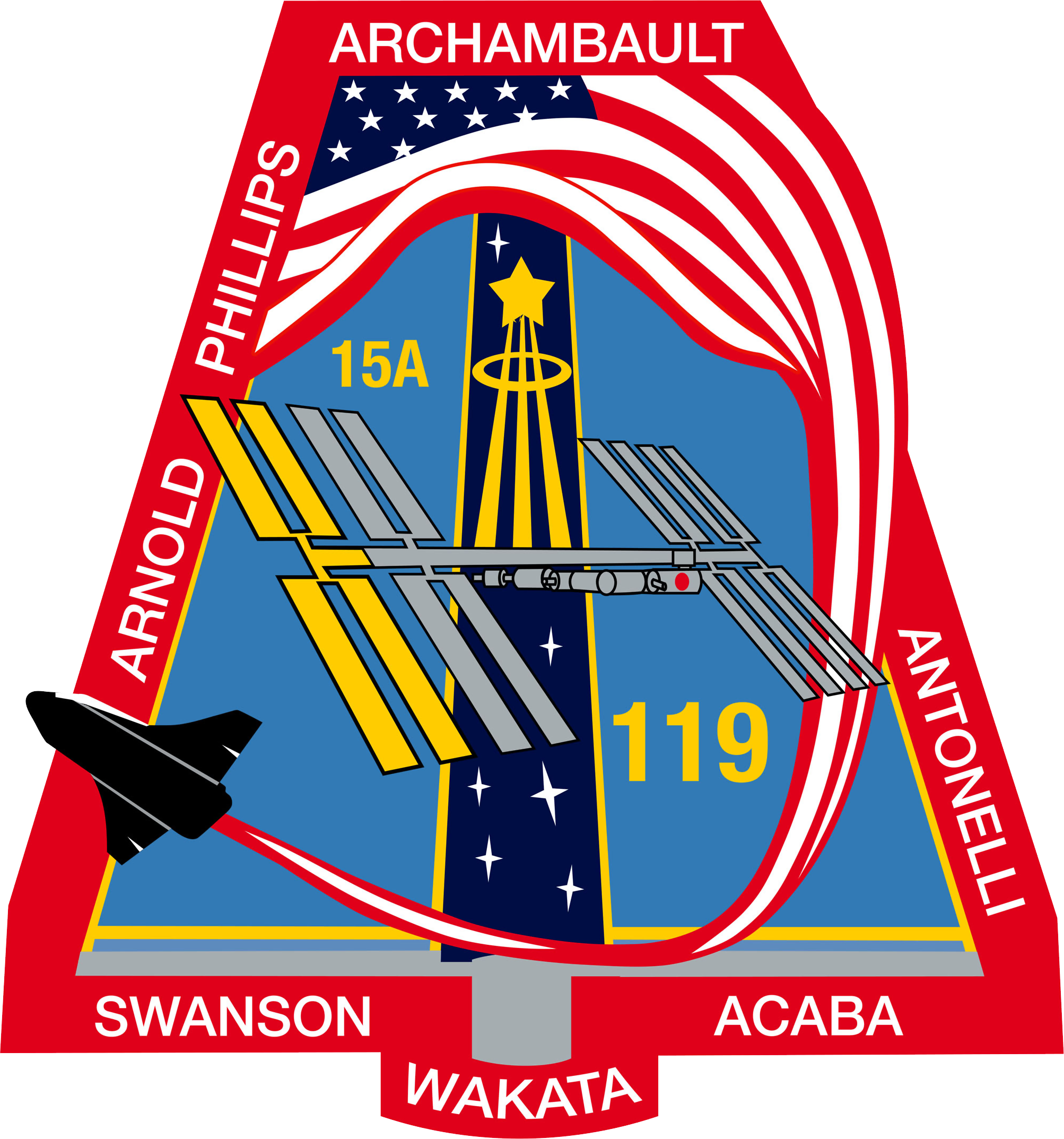
Misión STS-119
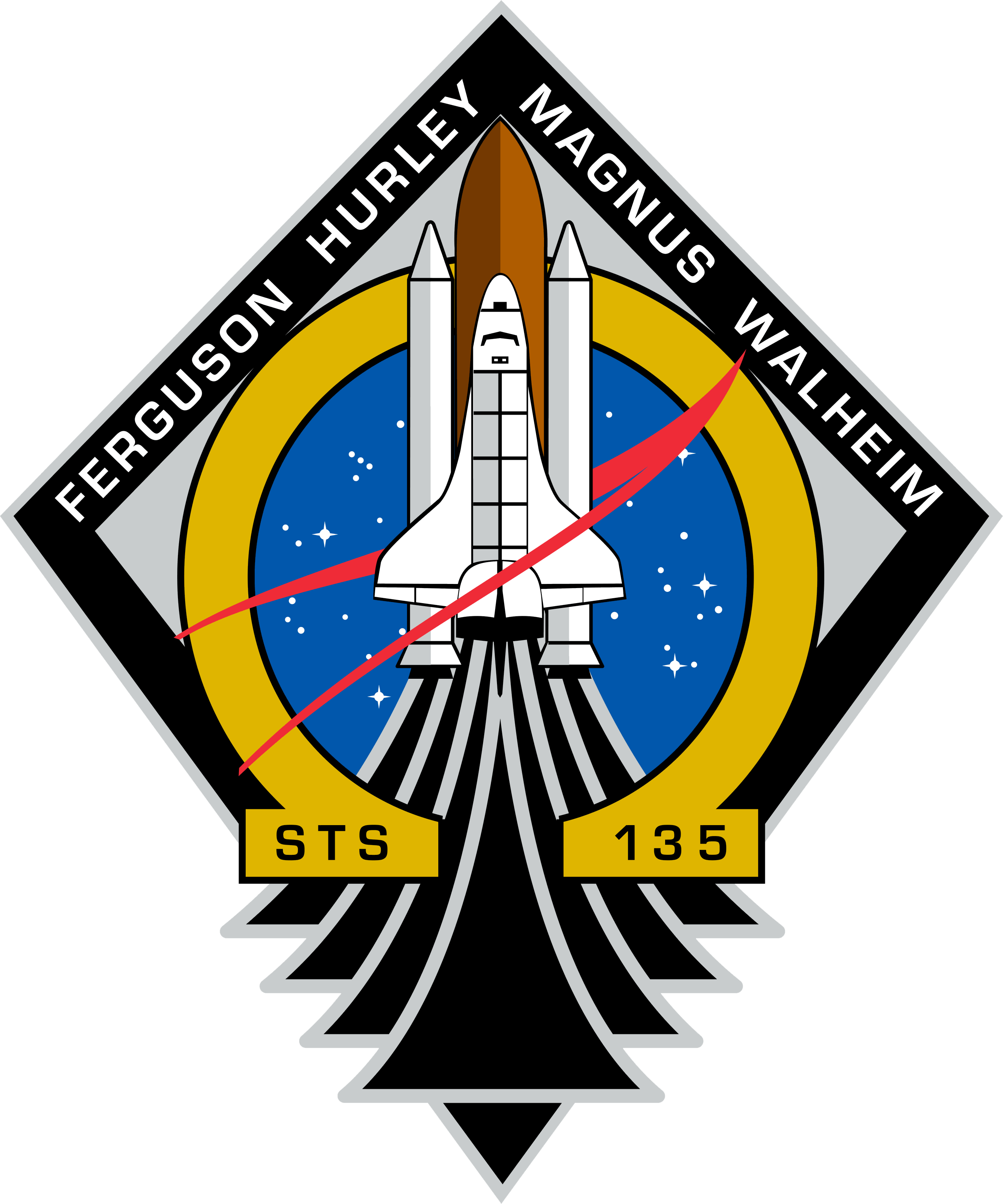
Misión STS-135